# Acero rápido

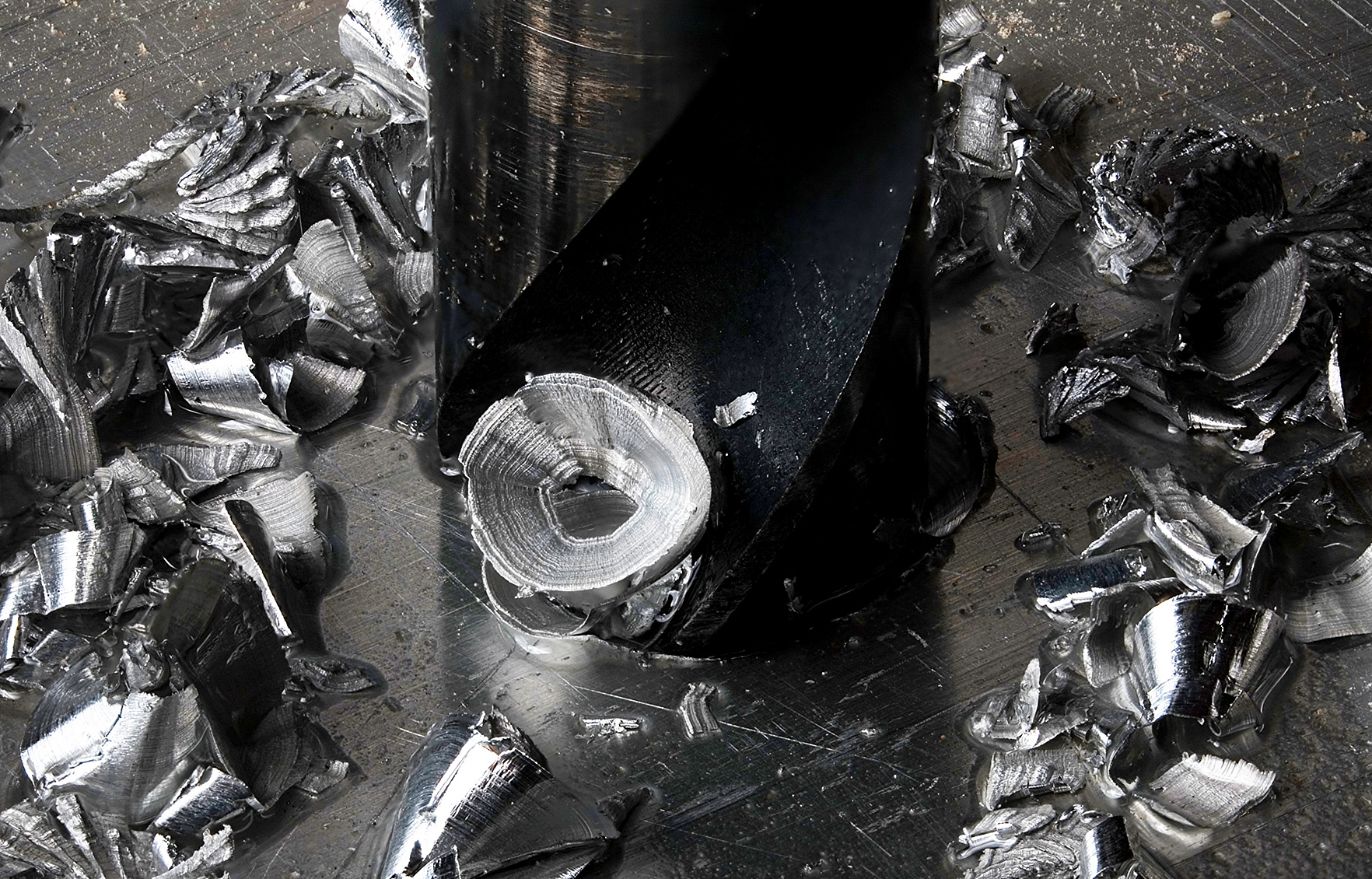
Broca de acero rápido perforando una chapa de aluminio con alcohol metílico como lubricante.

Los aceros rápidos, aceros de alta velocidad o HSS (High Speed Steel) son una serie de aceros que se usan en herramientas, generalmente de series M y T (AISI-SAE). Con molibdeno y wolframio (también puede tener vanadio y cromo), tienen buena resistencia a la temperatura y al desgaste. Generalmente es usado en brocas y fresados, machos, para realizar procesos de mecanizado con máquinas herramientas.

## Historia
El HSS fue descubierto en 1898 por Frederick Winslow Taylor un ingeniero estadounidense más conocido por haber puesto las bases de la Organización Científica del Trabajo (Taylorismo). Trabajó en la Bethleem Steel y descubrió, tras muchos experimentos, que añadiendo wolframio a un acero aleado en una proporción de entre el 1 y el 18% de wolframio, aumentaba su temperatura de austenización hasta los 1200 °C, lo que permite que sus propiedades de dureza y resistencia al desgaste se conserven hasta temperaturas muy elevadas.
Se basó en el acero RMS descubierto por Robert Mushet 30 años atrás y que venía siendo empleado como mejor acero para herramientas de corte.
Pensado como acero de herramienta pudo aumentar la velocidad de corte habitual de 10 m/min hasta 40 m/min.
Los Aceros Rápidos (HSS) tienen altos niveles de dureza y muy buena resistencia al desgaste a altas temperaturas de laminación. Esta calidad se produce por el método de Doble Colada Centrifugada (CC Dúplex) y el material del núcleo es hierro de Grafito Esferoidal (SG) Perlítico. 
Su composición y subsecuente tratamiento térmico aseguran que la dureza de la capa exterior del material HSS alcanzará los 80/85° shore `C', con una dureza uniforme a lo largo de su vida útil, mientras que la estructura de carburos complejos de vanadio, volframio, niobio y molibdeno en una matriz martensítica asegura un desgaste uniforme, así como una alta resistencia al desgaste. Este tipo de cilindro se utiliza en posiciones de acabado para incrementar los tiempos de campaña y obtener un mejor acabado en la superficie del producto laminado.
Hoy en día disponemos de una variedad de aceros rápidos:
- HSS
- HSSE Acero con contenido en Cobalto
- HSS Co5 (aleación de cobalto a un 5%)
- HSS Co8 (aleación de cobalto a un 8%)
- HSS Co10 (aleación de cobalto a un 10%)
- HSS-G Acero rápido calidad M2 o Alto Re